# Architis maturaca
Architis maturaca är en spindelart som beskrevs av Santos 2007. Architis maturaca ingår i släktet Architis och familjen vårdnätsspindlar. Inga underarter finns listade i Catalogue of Life.